# Un anno d’amore
«Un anno d’amore» (с итал. — «Год любви») — песня, записанная итальянской певицей Миной. Песня представляет собой кавер-версию французской песни «C’est irréparable», первоначально написанную и записанную Нино Феррером. Итальянский текст написали Могол и Альберто Теста. Аранжировка Аугусто Мартелли.
В ноябре 1964 года песня была выпущена как сингл. Она стала номером один в итальянском чарте синглов и провела в общей сложности одиннадцать недель подряд в тройке лучших. Кроме того, песня получила золотую сертификацию. Би-сайдом была песня «E se domani», которая ранее была включена в альбом Mina (1964), но в другой версии. В 1965 году он был переиздан с песней «Era vivere» в качестве би-сайда. Песня «Un anno d’amore» была включена в альбом Studio Uno (1965).
Среди прочего, Мина записала «Un anno d’amore» на испанском («Un año de amor»), японском («Wakare») и турецком («Dön bana»). В 2007 году для своего альбома Todavía Мина перезаписала песню на испанском в дуэте с Диего Эль Сигалой. Она также записала песню «E se domani» на испанском («Y si mañana»), а в 1988 году перезаписала акустическую версию на итальянском для сборника Oggi ti amo di più.

## Список композиций
7"-сингл
A. «Un anno d’amore» — 3:10
B. «E se domani» (Карло Альберто Росси, Джорджо Калабрезе) — 3:04
7"-сингл
A. «Un anno d’amore» — 3:10
B. «Era vivere» (Альберто Теста, Аугусто Мартелли, Джордано Бруно Мартелли) — 4:19

## Чарты

### Недельные чарты
| Чарт (1964—1965)         | Высшая позиция |
| ------------------------ | -------------- |
| Италия (Billboard)       | 1              |
| Италия (Musica e dischi) | 1              |

### Годовые чарты
| Чарт (1965)       | Позиция |
| ----------------- | ------- |
| Италия (Cash Box) | 58      |
| Япония (Cash Box) | 20      |

## Кавер-версии
- Итальянская певица Ива Дзаникки изначально хотела записать итальянскую версию песни, но автор сказал ей, что он уже дал маэстро Витторио Буффоли послушать её, и он оставил запись для Мины. Хотя, по словам Дзаникки, Мине песня не понравилась. Дзаникки записала её в 1987 году для альбома Care colleghe, который содержит кавер-версии песен её коллег по итальянской сцене[10].
- Для своего фильма 1991 года «Высокие каблуки», Педро Альмодовар использовал испанскую песню «Un ano de amor», и он перевел песню именно с итальянского, а не с французского оригинального[11].
- В 2008 году итальянская певица Ориетта Берти записала песню для своего альбома Swing — Un omaggio alla mia maniera.
- В 2012 году Аль Бано записал песню на итальянском для своего альбома Fratelli d’Italia и на испанском для Canta Italia.